# Steatosoma nigriventris
Steatosoma nigriventris är en tvåvingeart som beskrevs av Aldrich 1934. Steatosoma nigriventris ingår i släktet Steatosoma och familjen parasitflugor. Inga underarter finns listade i Catalogue of Life.